# 소라니어

이라크와 이란에 걸쳐 2번째로 짙은 초록색으로 표시된 지역이 소라니어 사용지역이다.

소라니어(영어: Sorani, 소라니 쿠르드어: سۆرانی) 또는 중부 쿠르드어(영어: Central Kurdish, کوردیی ناوەندی)는 쿠르드어의 방언으로, 이라크령 쿠르디스탄을 비롯한 이라크 북부 지역과 쿠르디스탄주, 케르만샤주, 서아제르바이잔주 등 이란 서북부에서 사용된다. 소라니어라는 명칭은 과거 해당 지역에 위치해 있던 중세 국가인 소란 에미리트(Soran Emirate)에서 유래했다.
사용자는 2021년 기준 약 800만 명으로 추산되어 북부의 쿠르만지어 다음으로 화자가 많다. 표기에는 흔히 1920년대에 아랍 문자를 바탕으로 만들어진 소라니 문자를 사용한다.

## 같이 보기
- 쿠르드어